# Fetiche pelo abdômen

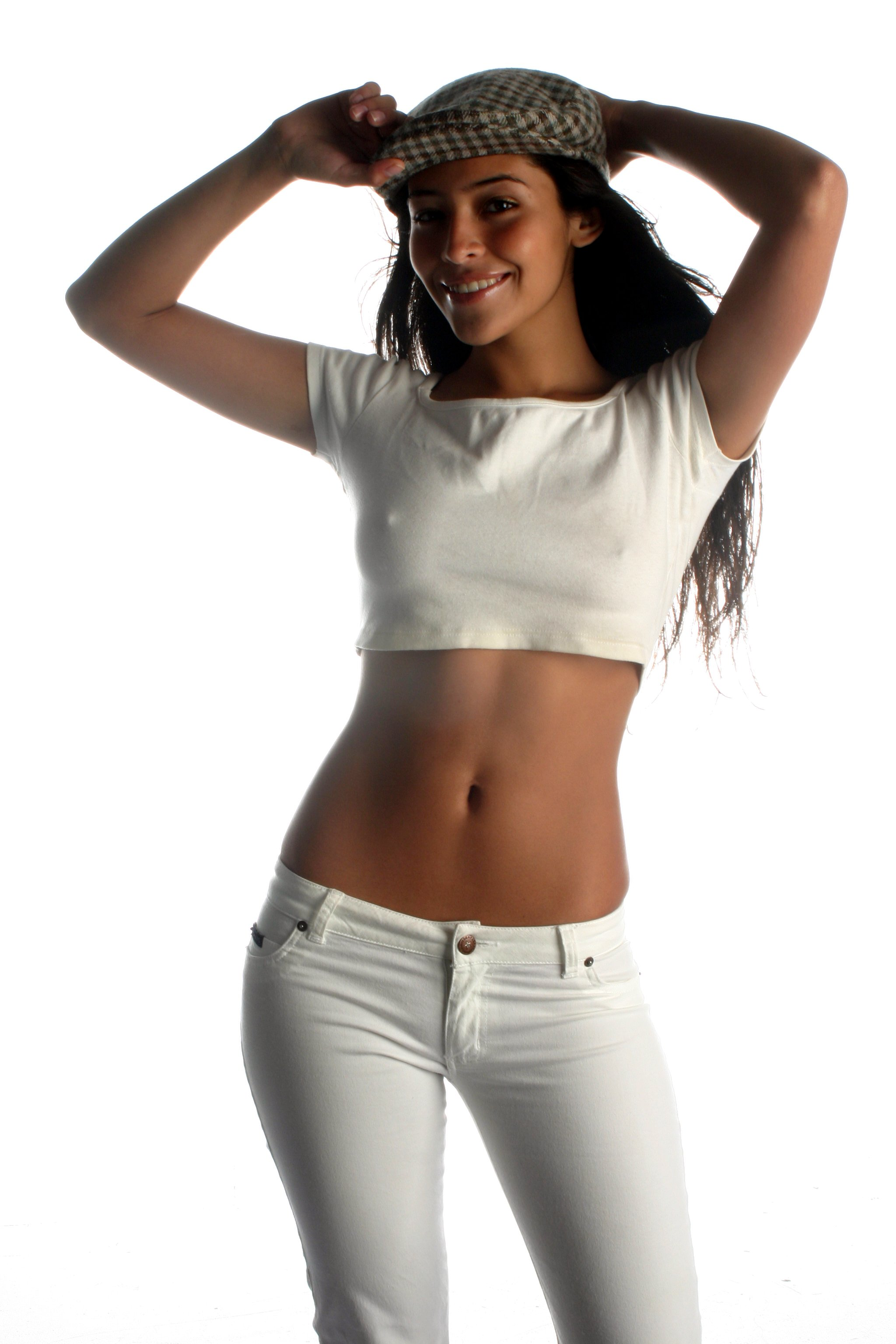
Uma mulher vestindo um top cropped e calça de cintura baixa, deixando o abdômen exposto

O fetiche pelo abdômen (também conhecido como fetiche pelo estômago ou alvinolagnia) é um tipo de parcialismo no qual um indivíduo sente atração sexual pelo abdômen ou abdômen.

## Descrição
O abdômen é amplamente considerado uma zona erógena, o que significa que possui múltiplas terminações nervosas que o tornam sensível a várias sensações. Assim, o fetiche pelo abdômen geralmente coincide com atos sexuais relacionados à região abdominal, incluindo, mas não se limitando a, pressionar o abdômen do parceiro, tocar/esfregar a área abdominal, usar brinquedos sexuais e outros objetos (por exemplo, comida, velas, gelo, penas, óleos de massagem) para estimular a região, esfregar o próprio abdômen contra o do parceiro ou lamber ou sugar o umbigo. Por essa razão, o fetichismo pelo abdômen (alvinolagnia) frequentemente coexiste com o fetichismo pelo umbigo (alvinofilia). No geral, o fetiche pelo abdômen é uma forma de parcialismo.

### Contato abdômen com abdômen
Indivíduos com alvinolagnia tendem a apreciar relações sexuais na posição de missionário, dado o maior contato abdômen com abdômen entre os parceiros. Teoriza-se que esse desejo sexual por contato abdômen com abdômen esteja ligado à necessidade evolutiva de contato ventral-ventral durante a amamentação enquanto bebê ou para despertar sensações de cuidado e afeto. Um participante de um experimento social envolvendo contato abdômen com abdômen descreveu o ato como "algo muito íntimo, mesmo quando não é com intenção sexual".

#### Perspectiva evolutiva
A necessidade evolutiva de contato ventral-ventral pode surgir da necessidade de contato físico, essencial para o desenvolvimento humano. Essa ligação com o desenvolvimento humano inicial, onde o contato físico próximo é vital para a sobrevivência, pode explicar por que o contato abdômen com abdômen permanece reconfortante e desejável em relações adultas. O contato pele a pele (SSC) entre mãe e filho é fundamental para o vínculo saudável e para regular respostas fisiológicas da criança, promovendo bem-estar e estabilidade.
Por exemplo, um estudo com 3.472 mulheres e seus bebês após cesariana concluiu que bebês em SSC apresentaram melhor estabilização cardiorrespiratória e níveis mais altos de glicemia em comparação com bebês sem SSC; no entanto, os autores afirmam que são necessárias amostras maiores para confirmar esses benefícios fisiológicos.
Outro estudo, com 16 casais heterossexuais altamente satisfeitos no casamento, mostrou que o simples toque reforça o vínculo afetivo e atenua a ativação de respostas neurológicas ao estresse e emoções negativas.

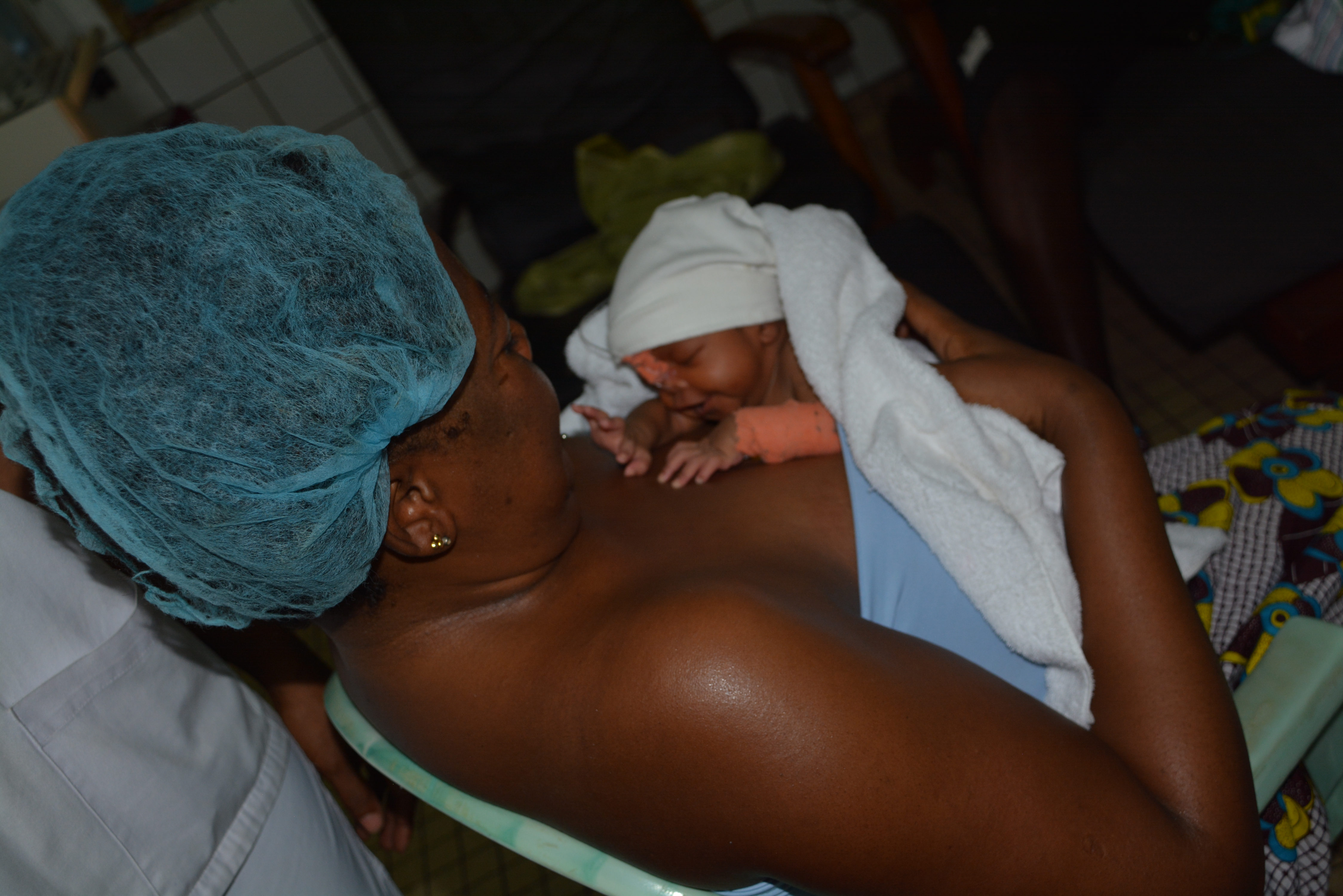
Uma mãe oferecendo contato pele a pele para seu bebê recém-nascido

Belly-to-belly contact might also play a role in seleção sexual, onde a proximidade física e o compartilhamento de calor podem ser vistos como indicadores de um relacionamento forte, capaz de nutrir e cuidar da prole. Esse contato, seja em contextos sexuais ou não, pode fortalecer os vínculos interpessoais, contribuindo para uma sensação de segurança e apoio mútuo.

#### Perspectiva psicológica e socioemocional
Para alguns, o contato abdômen com abdômen pode ser uma experiência sensorial profunda, evocando sentimentos de conforto, segurança e conexão. O calor e a maciez desse contato podem ser calmantes e contribuir para a regulação emocional, assim como ocorre com bebês acalmados pelo contato físico próximo com seus cuidadores. Em relacionamentos adultos, esse contato pode reforçar a sensação de intimidade emocional, estendendo-se além de contextos românticos para incluir amizades e vínculos familiares.

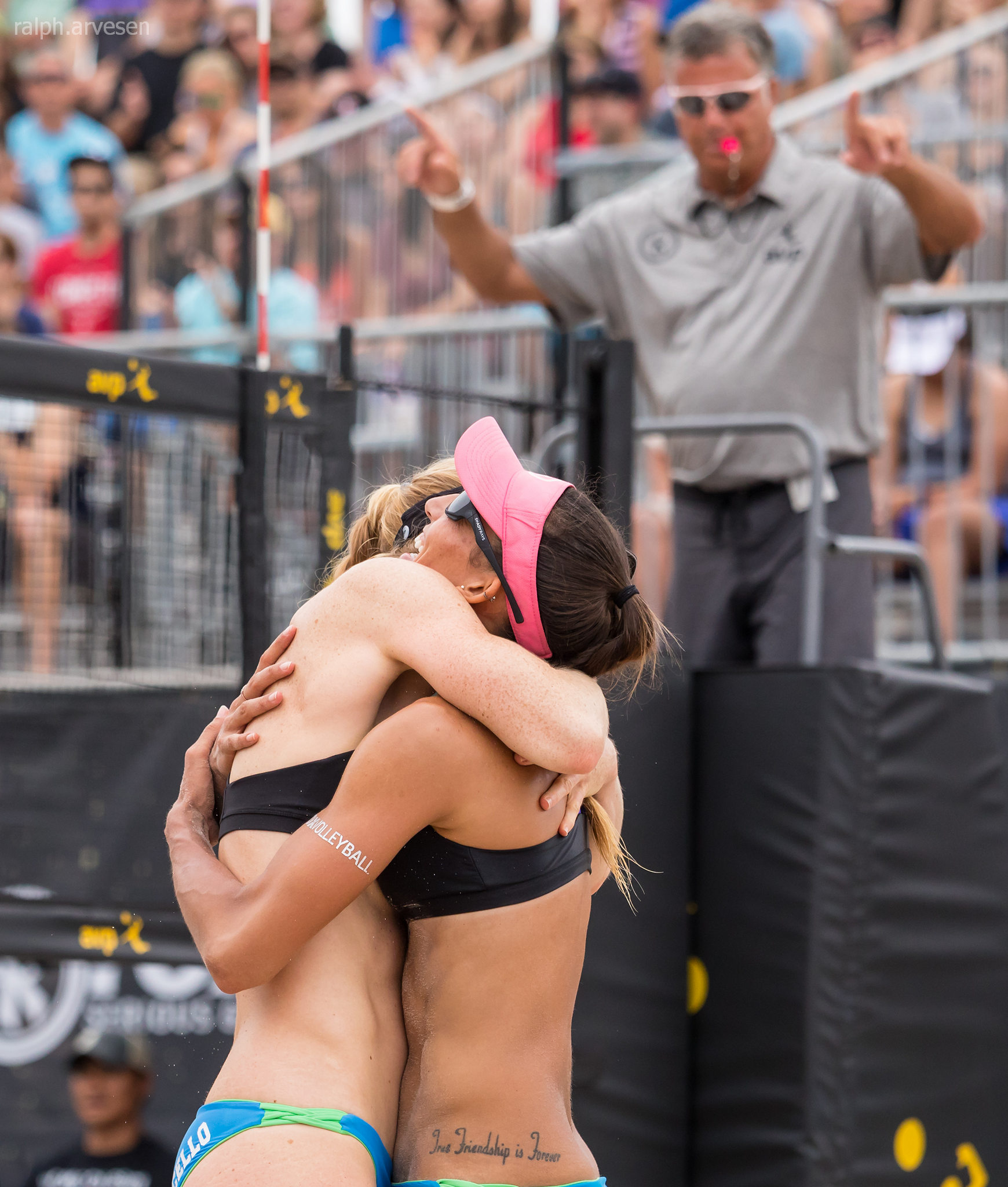
Contato não sexual abdômen com abdômen na comemoração após jogada no vôlei de praia

Essas nuances psicológicas do contato ventral-ventral também podem contribuir para excitação emocional e/ou fisiológica durante contatos objetivamente não sexuais, como abraços ou carícias usando roupas que revelam pele (por exemplo, top cropped, biquíni); em certos tipos de danças a dois (por exemplo, bachata, salsa, tango); ou em esportes que envolvem contato abdômen com abdômen pela própria natureza da prática (por exemplo, luta livre, artes marciais mistas) ou como estratégia para descansar, quebrar o ritmo do adversário, aumentar o espírito de equipe durante o jogo e/ou celebrar após a partida (por exemplo, boxe, vôlei de praia).

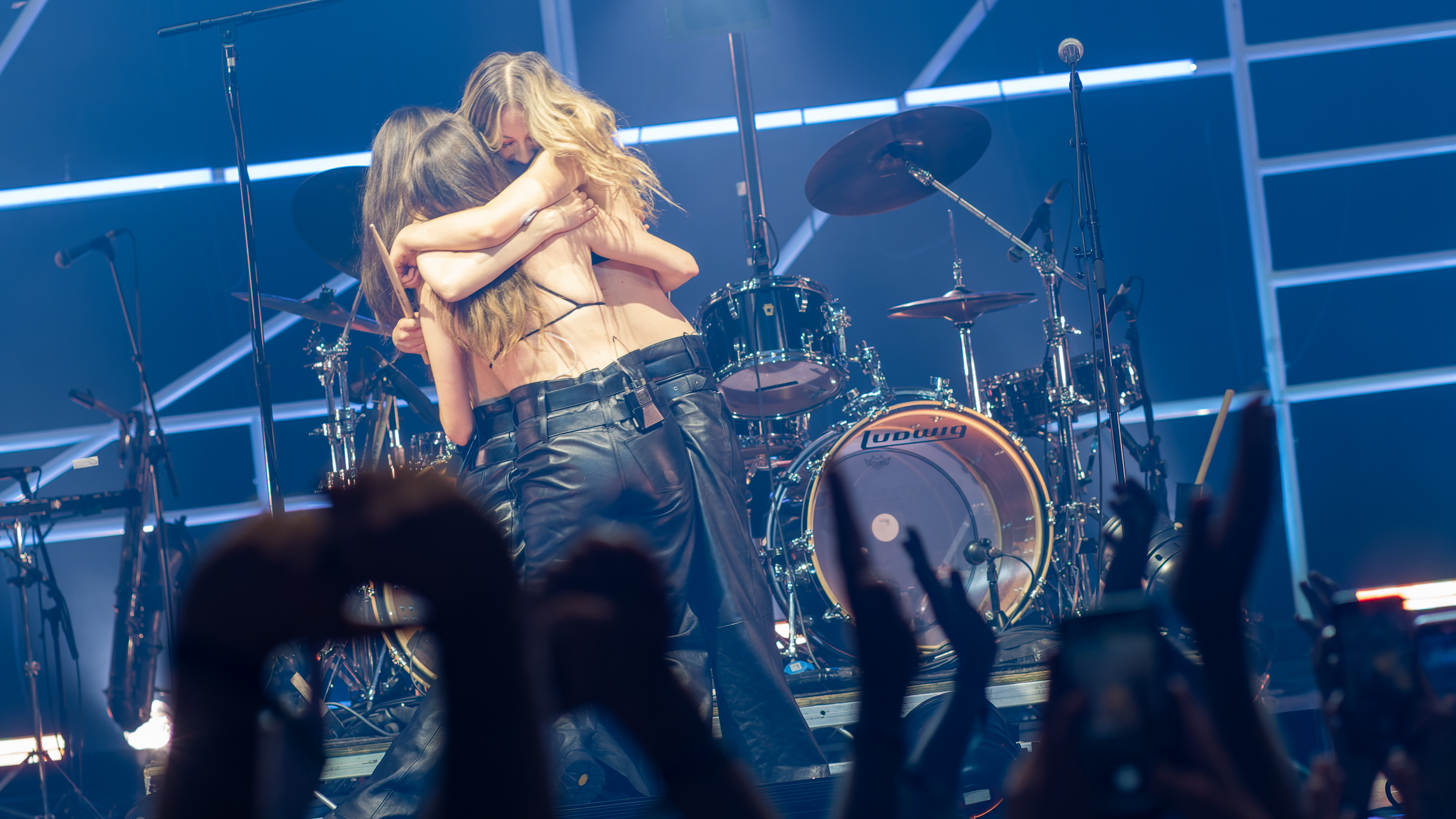
Integrantes de uma banda usando roupas reveladoras se abraçam após um show, resultando em contato não sexual abdômen com abdômen

#### Perspectiva neurocientífica
O contato abdômen com abdômen pode estimular a liberação de ocitocina, o “hormônio do vínculo”, que desempenha papel fundamental na formação de laços sociais, aumento da confiança e redução do estresse. Tocar áreas sensíveis como o abdômen amplifica esse efeito, pois o toque sensível pode estimular disparos neuronais no centro de recompensa do cérebro, o núcleo accumbens (NAc). Como resultado, o contato abdômen com abdômen aumenta neuropsicologicamente a intimidade emocional entre duas pessoas.

NAc (verde), secções sagitais

Além disso, como o tronco contém diversos órgãos vitais, o contato abdômen com abdômen estimula vias relacionadas à termorregulação e à homeostase. Um estudo com 51 recém-nascidos descobriu que o SSC com toque abdômen com abdômen foi significativamente mais eficaz na regulação da temperatura corporal e na homeostase do que o uso de aquecedor radiante. Assim, o contato abdômen com abdômen pode ajudar a acalmar o sistema nervoso autônomo, reduzindo a ansiedade e promovendo relaxamento.

## Contexto cultural

### Cultura ocidental
Alguns assumem que a alvinolagnia é uma das causas da moda ocidental predominante de exposição do abdômen feminino.
Na era vitoriana, uma cintura fina era considerada o principal traço de uma mulher bonita. O advento do biquíni em 1946, a moda das líderes de torcida na década de 1970 e a moda de cintura baixa iniciada no começo da década de 1990 contribuíram para a fascinação generalizada pela região abdominal. Momentos específicos de destaque do abdômen na mídia americana incluem Cher, nos anos 1970, em The Sonny & Cher Comedy Hour, e a personagem Ariel, no filme da Disney A Pequena Sereia.
A exposição do abdômen também se tornou comum na música do século XX com muitas cantoras pop famosas aparecendo em apresentações e videoclipes com o abdômen à mostra.
Alguns sentem atração por mulheres usando top cropped ou biquíni.
Apesar da prevalência da alvinolagnia, da exposição do abdômen e do contato sexual abdômen com abdômen na cultura pop ocidental, é raro que esse contato seja retratado na mídia ocidental de forma não sexual. Quando ocorre, geralmente representa a criação ou o fortalecimento de um vínculo não sexual entre duas pessoas.
Por exemplo, na série Will & Grace, os personagens Jack e Karen fortalecem sua amizade com esse toque, algo tão característico que apareceu no especial de Natal da série.
Mais recentemente, o toque abdômen com abdômen se tornou uma marca da dupla de luta livre feminina Bayley e Sasha Banks, conhecida como The Boss n' Hug Connection, que comemorava vitórias com abraços abdômen com abdômen.

### Cultura na animação
O contato abdômen com abdômen e a exibição da região abdominal também aparecem em animação. Personagens femininas em animes e desenhos animados ocidentais são frequentemente retratadas com roupas curtas ou biquínis, o que expõe o abdômen e, em alguns casos, cria situações de toque ventral-ventral de forma sexual ou não sexual. Esse tipo de representação é usado tanto para sugerir intimidade física quanto para fins puramente estéticos ou de comédia.

### Cultura do Oriente Médio
Na dança do ventre, o contato abdômen com abdômen não é comum, mas a ênfase no movimento abdominal cria uma estética culturalmente valorizada que pode despertar interesse erótico em alguns contextos. No entanto, em países de maioria muçulmana mais conservadores, a exibição do abdômen pode ser considerada imprópria fora de contextos tradicionais de dança.

### Cultura indiana
Na dança clássica indiana e no Bollywood, o contato abdômen com abdômen não é típico, mas a exibição da região abdominal através do sári ou do lehenga choli é comum e culturalmente aceita. Essa exposição é muitas vezes integrada a números musicais que envolvem gestos de intimidade ou flerte, embora raramente incluam toque ventral direto.

### Acessórios e tatuagens
Piercings no umbigo, tatuagens na região abdominal e joias corporais são frequentemente usados para atrair atenção para essa parte do corpo, podendo ser associados a contextos de sedução ou expressão estética pessoal. Esses elementos também aparecem em mídias visuais, moda e espetáculos de dança como formas de destacar o abdômen.